# Monti Bismarck
I monti Bismarck sono una catena montuosa della Papua Nuova Guinea. Esse vennero dedicate al cancelliere tedesco Otto Von Bismarck quando l'area era una colonia tedesca sotto il nome di Deutsch-Neuguinea.
La montagna più alta della catena è il monte Wilhelm con i suoi 4.694 metri, mentre un'altra cima importante è il monte Macgregor. Sulla catena montuosa vivono ancora popolazioni indigene come gli Imboin, gli Awiri ed i Meakambut che conducono stili di vita tradizionali.